# Svinjske nogice
Svinjske nogice (2009) so prvi roman in literarni prvenec pisatelja, novinarja, kolumnista, biografa in alpinista Tadeja Goloba. Avtor je leta 2010 za roman prejel nagrado kresnik.

## Zgodba
Roman je prvoosebna pripoved Janija Bevka. Je neuspeli umetnik, risar pornografskih stripov, ki se je s partnerko Majo in sinom Simonom ravno preselil v kletno najemniško stanovanje na obrobju Ljubljane. Po dolgem čakanju je dobil svoje prvo resno naročilo – narisal naj bi opolzko različico stripa o Martinu Krpanu. Vendar tega naročila ne more izpolniti, saj ga pri delu vedno nekaj ovira, od vdora žab in vlage v stanovanje do umetniške blokade, iz katere se poskuša izvleči z uživanjem opojnih substanc, predvsem kokaina, ki ga sicer čuva za prijatelja Zorana. Vedno bolj zapada v odvisnost, postaja nasilen in pristane v bolnišnici. Po okrevanju mu prijatelj Borut priskrbi novo delo, to je tetoviranje, če se je pripravljen izučiti. Odpravi se v Maribor, kjer se v nekaj mesecih izuči za novo delo. Borut ga pri novem projektu tudi finančno podpira in vse kaže, da se mu bo končno uspelo postaviti na noge. Vendar se ponovno zalomi, ko ugotovi, da ga je Maja prevarala prav z njegovim prijateljem. Konec romana ostane za bralca skrivnosten in odprt.   

## Oznake in slog
Protagonist Jani Bevk je nerealiziran umetnik, introvertirana zguba, lenoba, sanjač, iz katerega občasno izbruhne neobvladljiv bes. Je pasivni junak, ki se ni sposoben aktivno soočiti z realnostjo, kot je prvo pravo naročilo. Njegovo življenje zaznamujejo interakcije z ljudmi, ki mu kreirajo vsakdan, predvsem njegova partnerka Maja, ki postane glavna vršilka dejanj, in sin Simon. Svojega položaja se dobro zaveda, vendar zanj krivi nepravično usodo svet. 
Svinjske noge so podlaga, na kateri se glavni junak uči osnov tetoviranja. Po besedah avtorja je naslov Svinjske nogice tudi metafora za prizadevanja glavnega junaka, ki mu nikakor ne uspe.  
Roman je sestavljen iz dveh delov in devetindvajsetih poglavij (18 + 11). Gre za dva vzpona in dva padca v življenju glavnega junaka. Golob je svoj stil pisanja označil kot »zmerno vulgaren. Ni za otroke.« Na trenutke je jezik romana precej podoben govorjenemu jeziku, veliko je kletvic, v določenih odlomkih pa postane zelo otroški, predvsem v odlomkih, kjer junak opisuje pogovore s svojim sinkom. Pripoved je duhovita, ironična in polna grotesknih pretiravanj.   